# Craterostigma pumilum
Craterostigma pumilum är en tvåhjärtbladig växtart som beskrevs av Ferdinand von Hochstetter. Craterostigma pumilum ingår i släktet Craterostigma och familjen Linderniaceae. Inga underarter finns listade i Catalogue of Life.